# Bruno García
Bruno García de León (Jerez de la Frontera, 14 de julio de 1979) es un político español, alcalde de Cádiz desde 2023 y presidente del Partido Popular de la provincia de Cádiz desde 2021.

## Biografía
Bruno García realizó el bachillerato en el Reino Unido y tras licenciarse en Derecho por la Universidad Complutense de Madrid, completó su formación académica con un Máster en Mercados Financieros por el Instituto de Estudios Bursátiles. Trabajó en mercados financieros en entidades como Deutsche Bank y Caixa Catalunya. Está casado con Matilde Romero Guijarro desde 2013 y es padre de dos hijas.
Comenzó su carrera política como concejal en el Ayuntamiento de Cádiz, ostentando la concejalía de Turismo desde 2007. Posteriormente, en 2011 con la victoria de Teófila Martínez en el Ayuntamiento fue nombrado Teniente de Alcalde de Cádiz de las áreas de Desarrollo Económico, Fomento y Turismo. Continuó su labor política en el Ayuntamiento desde la oposición entre 2015 y 2019.
También es el presidente del Partido Popular de Cádiz desde el 23 de mayo de 2021.
Ha sido diputado en el Parlamento de Andalucía desde febrero de 2019 a 2023 como portavoz de Turismo y Política Municipal, también ha ostentado la presidencia de la Comisión de Presidencia, Interior, Diálogo Social y Simplificación Administrativa en el Parlamento andaluz. Desde 2019 fue Vicesecretario de Turismo, Deportes, Cultura, Justicia y Administración Local en el Partido Popular Andaluz de la mano de Juanma Moreno.